# 舒蕾亞·戈沙爾
舒蕾亞·戈沙爾（印度語：श्रेया घोषाल，英語：Shreya Ghoshal，1984年3月12日—）是來自印度的电影幕后歌手及流行歌手。戈沙爾主要演唱印地語、泰卢固语、孟加拉语及泰米尔语電影的歌曲。她也多次得到不少的提名及獎項：包括4個印度國家電影獎最佳女电影幕后歌手及5個印度電影觀眾獎，是現今印度電影業中最頂尖的女幕后歌手。
2002年，她為宝莱坞電影《胭脂淚》中為女星艾西瓦娅·巴克罕的演唱，其中的精彩歌曲「Dola Re Dola」為她帶來了印度國家電影獎最佳女歌手奖和印度电影观众最佳女歌手奖。

## 外部連結
- 舒蕾亞·戈沙爾在互联网电影资料库（IMDb）上的資料（英文）
- Official Website （页面存档备份，存于）